# لمین سار
لمین سار (انگلیسی: Lamine Sarr؛ زادهٔ ۶ ژوئیهٔ ۲۰۰۱) بازیکن فوتبال است.